# Литвиненко Андрій Олександрович (НГУ)
Андрі́й Олекса́ндрович Литвине́нко (24 червня 2000, Шутове, Одеська область, Україна — 7 січня 2024, Донецька область, Україна) — український військовослужбовець батальйону Гроза бригади Буревій, учасник російсько-української війни..